# 半谷三郎
半谷 三郎（はんや さぶろう、1902年9月27日 - 1944年3月24日）は、日本の詩人。福島県いわき市出身。早稲田大学高等師範部英語科を卒業し、茨城県立古河商業学校に英語教師として赴任。早大在学時より詩作に励む。教職の傍ら『發足』を出版。その後、三好達治、西脇順三郎らとともに、新詩運動に加わる。従来の抒情詩やシュールレアリスム、ダダイスムなどの詩を批判し、新しい詩の創作を提唱した。それらの集大成が彼の代表作である『現實主義詩論』である。1944年、41歳で急死。
長男の半谷恭一は裁判官として活躍し、ロッキード事件の裁判長を務めた。

## 主な作品
- 『發足』（1928年、椎の木社）
- 『現實主義詩論 』（1934年、蒲田書房）